# Chrysocrambus dentuellus
Chrysocrambus dentuellus é uma espécie de insetos lepidópteros, mais especificamente de traças, pertencente à família Crambidae.
A autoridade científica da espécie é Pierce & Metcalfe, tendo sido descrita no ano de 1938.
Trata-se de uma espécie presente no território português.